# Conventie van Brussel (1890)

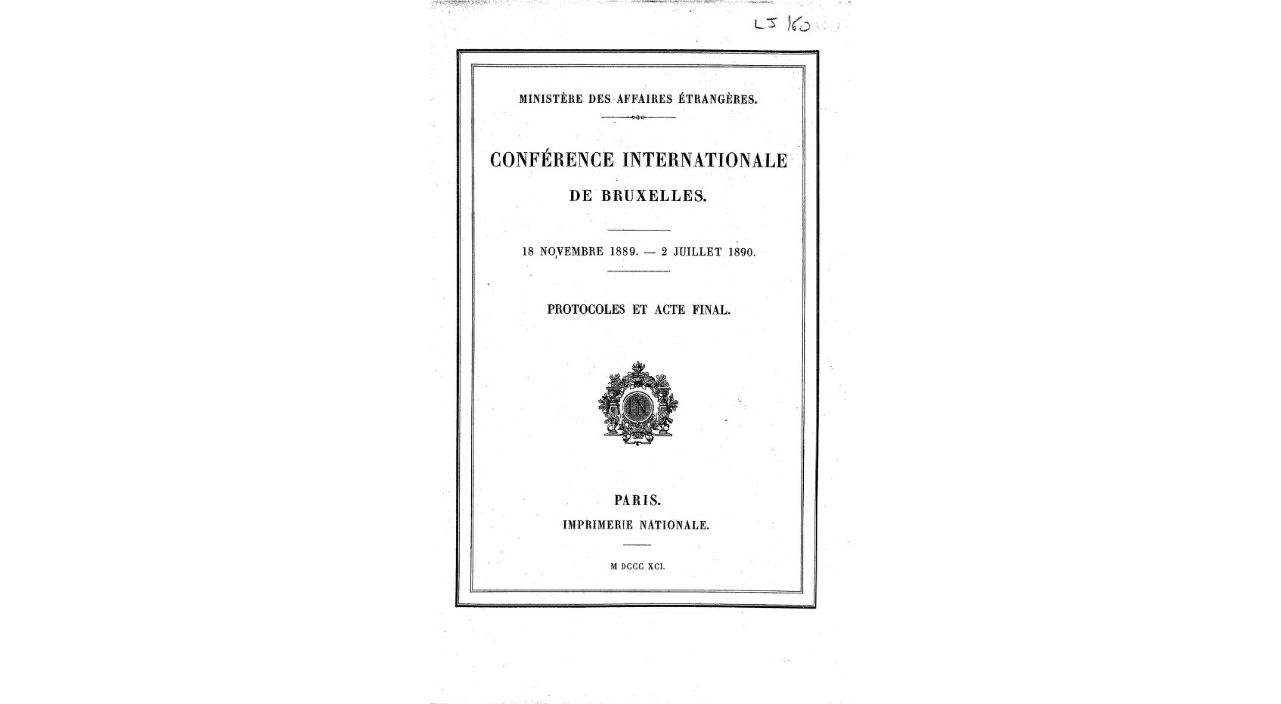
Algemene Akte van de Conferentie van Brussel.

De Conventie van Brussel (officieel: Algemene Akte van de Conferentie van Brussel) is een internationaal verdrag als gevolg van de Brusselse Anti-Slavernij Conferentie 1889-1890 tegen de Arabische slavenhandel, ondertekend op 2 juli 1890 en in voege getreden op 2 juli 1892.

## Inhoud
Volgens de tekst van de conventie moesten de 'beschaafde naties' de slavenhandel aanpakken door hun bestuur te vestigen, communicatienetwerken uit te bouwen, missionarissen en handelsmaatschappijen te beschermen, en de inboorlingen 'in te wijden' in agrarische en beroepsactiviteiten. Na aldus de exploitatie van Afrika als deel van de oplossing te hebben aangedragen, volgden in artikel 5 de eigenlijke verbodsbepalingen (criminalisering van mensenjacht, slavenhandel en castratie). Ook de invoer van vuurwapens en munitie werd aan banden gelegd, evenals die van geestrijke dranken (op aandringen van de Britse temperance movement).
Een Internationaal Maritiem Bureau in Zanzibar moest informatie over slavenhandelaars centraliseren. Een bureau bij het Ministerie van Buitenlandse Zaken te Brussel moest de uitvoering van de conventie opvolgen en statistieken bijhouden.
De conventie pakte enkel de handel aan en hield geen verbod in op slavernij. Het houden van slaven bleef nog lange tijd gedoogd. Ook de dwangarbeid waarop koloniale machten een beroep deden, bleef vanzelfsprekend buiten schot.
Aan de Algemene Akte was ook een verklaring gehecht, waarin de grootmachten zich bereid toonden om te onderhandelen over douanerechten tot 10% in het Congobekken. Dit leidde tot de Overeenkomst van 2 december 1890, eveneens afgesloten te Brussel.

## Uitwerking en vervolg
De Société antiesclavagiste de Belgique organiseerde een vervolgconferentie in het Academiënpaleis om druk te zetten op de landen die nalieten het verdrag te ratificeren (Nederland en het Ottomaanse Rijk). De uiteindelijke inwerkingtreding werd in humanitaire kringen enthousiast onthaald.
Na de Eerste Wereldoorlog werd de Algemene Akte van Brussel aangepast door de Conventie van Saint-Germain-en-Laye (1919) en later vervangen door de Internationale Slavernij-Conventie (1926).

## Verdragslanden
- België
- Denemarken
- Duitse Keizerrijk
- Frankrijk
- Italië
- Nederland
- Congo-Vrijstaat
- Oostenrijk-Hongarije
- Ottomaanse Rijk
- Perzië
- Portugal
- Rusland
- Spanje
- Verenigd Koninkrijk
- Verenigde Staten
- Zanzibar
- Zweden-Noorwegen